# Сосновий Бор (Нижньосергинський район)
Сосно́вий Бор (рос. Сосновый Бор) — присілок у складі Нижньосергинського району Свердловської області. Входить до складу Кленовського сільського оселення.
Населення — 119 осіб (2010, 154 у 2002).
Національний склад станом на 2002 рік: росіяни — 99 %.